# 同和鉱業花岡線
花岡線（はなおかせん）は、かつて秋田県大館市に存在した同和鉱業の鉄道路線。1985年に廃止となった。
花岡鉱山からの鉱石輸送を目的として、1914年（大正3年）に花岡鉱山が開設していた専用鉄道を翌1915年（大正4年）鉱山と共に藤田組（同和鉱業の前身）が買収、同年に1909年（明治42年）に後の小坂線を開業させていた小坂鉄道に譲渡され、1916年（大正5年）に旅客営業も行う普通鉄道として開業した。
この時は、小坂線と同様に762mm軌間の軽便鉄道規格路線であったが、1951年（昭和26年）に小坂線より一足早く1067mmへ改軌され（小坂線の改軌は1962年）、国鉄との貨車直通を可能にした。1958年（昭和33年）には同和鉱業へ小坂鉄道が合併され、同社の保有となった。
しかし花岡鉱山の閉山を受け、1983年（昭和58年）に貨物営業を廃止する。その後しばらく旅客輸送は継続したが、1985年（昭和60年）に全線が廃止となった。
なお残った小坂線も、1989年（平成元年）に小坂製錬へ経営が移管されたのち、2009年（平成21年）に廃止された。

## 路線データ
廃止時点
- 路線距離：大館 - 花岡間4.8km
- 駅数：3
- 軌間：1067mm
- 電化区間：なし（全線非電化）
- 複線区間：なし（全線単線）

## 歴史
- 1914年（大正3年）1月26日 花岡鉱山専用鉄道として大館 - 花岡間開設
- 1915年（大正4年）
  - 4月 藤田組が花岡鉱山を買収
  - 11月 小坂鉄道へ大館 - 花岡間の専用鉄道を譲渡
  - 11月22日 鉄道免許状下付（北秋田郡大館町-同郡花岡村間 軌間762mm）[2]
- 1916年（大正5年）1月26日 大館 - 花岡間が小坂鉄道により開業[3]
- 1951年（昭和26年）11月25日 1067mmへ改軌
- 1958年（昭和33年）2月1日 小坂鉄道が同和鉱業へ合併、同社の運営となる
- 1973年（昭和48年）11月1日 松峯駅開業
- 1983年（昭和58年）12月1日 貨物営業を廃止[4]
- 1985年（昭和60年）4月1日 全線廃止[1]
- 1995年（平成7年）6月16日 花岡線跡地の大半が同和鉱業から大館市に寄贈される

## 運行概要
1984年6月1日当時
- 旅客列車本数：日6往復（うち3往復は、休日と学校休校日運休）
- 所要時間：全線7分

## 駅一覧
全駅秋田県大館市に所在。接続路線の事業者名は廃止当時のもの
| 駅名   | 駅間キロ | 営業キロ | 接続路線                                        |
| ------ | -------- | -------- | ----------------------------------------------- |
| 大館駅 | -        | 0.0      | 日本国有鉄道：奥羽本線・花輪線 同和鉱業：小坂線 |
| 松峯駅 | 3.2      | 3.2      |                                                 |
| 花岡駅 | 1.6      | 4.8      |                                                 |

## 旅客廃止後の代替輸送
2013年現在、秋北バスが一般路線バス「繋沢線・大森線・寺の沢線」を運行している。花岡線代替区間に当たる大館駅 - 花岡間では3路線合わせて20 - 60分間隔の比較的高頻度で運行している。